# Pauline-Thérèse de Wurtemberg
Titre
Reine consort de Wurtemberg

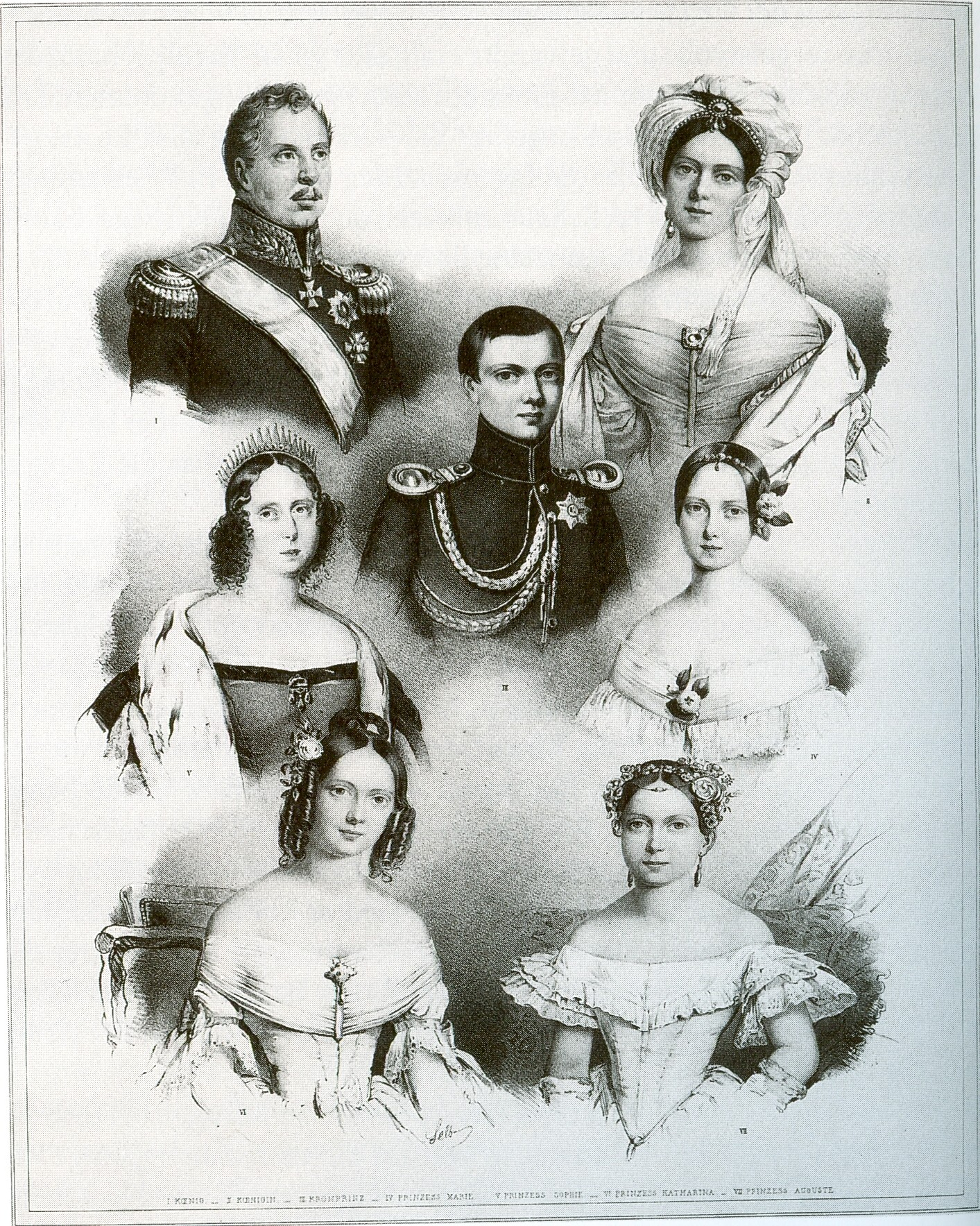
La famille royale de Wurtemberg vers 1840

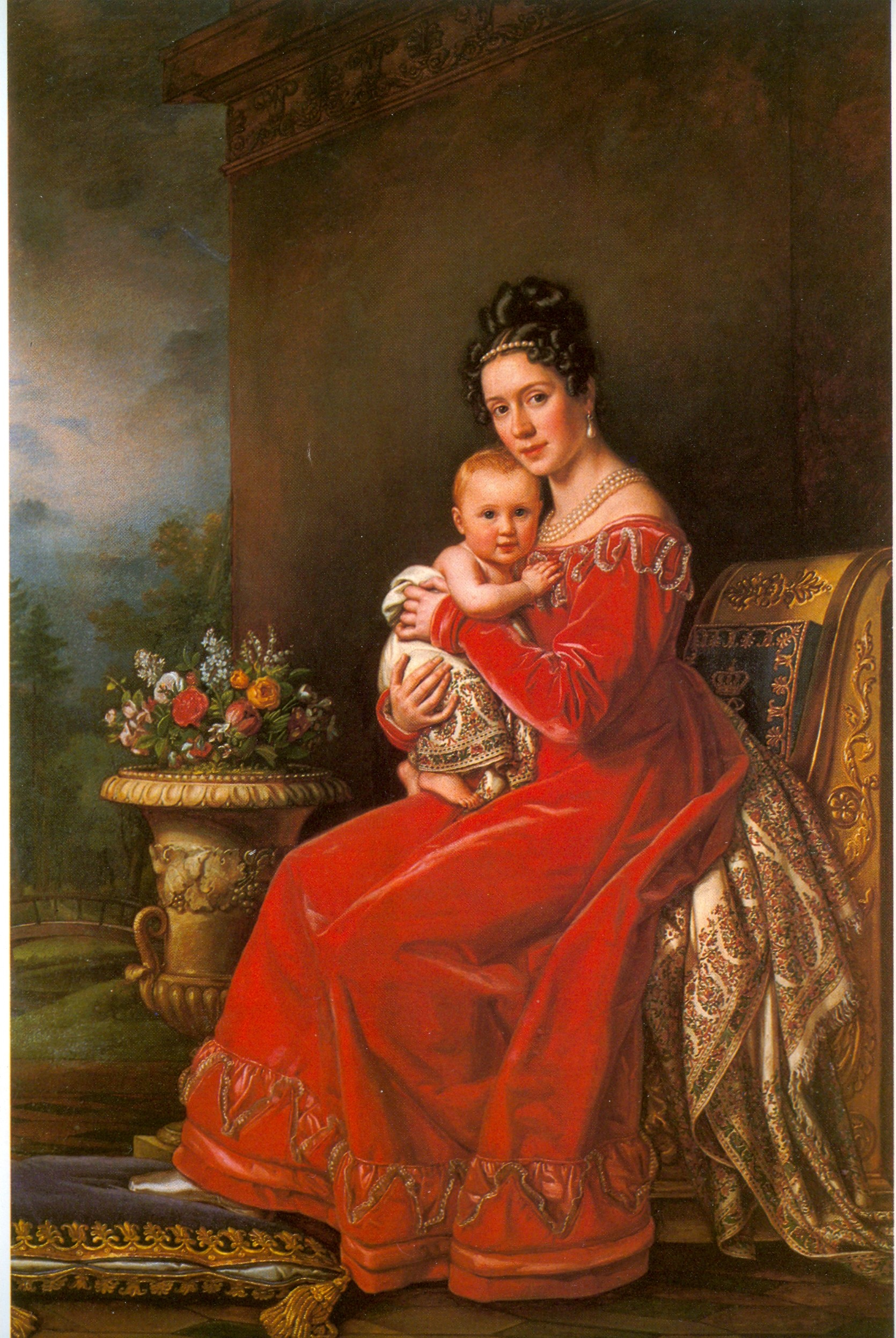
la reine Pauline et le Kronprinz Karl vers 1825

Pauline-Thérèse de Wurtemberg (Pauline Therese Luise), née le 4 septembre 1800 à Riga (Gouvernement de Livonie) et décédée le 10 mars 1873 à Stuttgart (Royaume de Wurtemberg), est reine consort de Wurtemberg (en).

## Biographie
Nièce du roi Frédéric Ier de Wurtemberg, Pauline Thérèse de Wurtemberg est la fille du duc Louis-Frédéric de Wurtemberg et de la princesse Henriette de Nassau-Weilbourg.
Frère de la tsarine née Sophie-Dorothée de Wurtemberg, le duc Louis-Frédéric avait été nommé par son neveu le tsar Alexandre Ier de Russie gouverneur de la province de la ville Riga. C'est dans cette cité, sur les bords de la mer Baltique, que naquit Pauline.
Rappelé par son frère, le duc Louis-Frédéric et sa famille rentrèrent en Wurtemberg en 1811. La famille s'installa au château de Kirchheim unter Teck (de).
Sa sœur Dorothée épousa en 1817 l'archiduc Joseph d'Autriche, palatin de Hongrie et sa sœur Amélie le duc Joseph Ier de Saxe-Altenburg, Pauline, elle, épousa le 15 avril 1820 son cousin issu de germain, le roi Guillaume Ier de Wurtemberg, veuf de Catherine Pavlovna de Russie et sans descendance mâle mais déjà père de deux filles : Marie née en 1816 et Sophie née en 1818.
Comme ses sœurs, Pauline avait été mariée à un homme bien plus âgé qu'elle puisque son époux était son aîné de 19 ans.
Après une fille, prénommée Catherine comme la précédente et très aimée épouse du roi, Pauline aura deux enfants dont le futur roi Charles Ier de Wurtemberg en 1823. Pour fêter cet événement, 101 coups de canon furent tirés et toutes les cloches des églises de la ville de Stuttgart sonnèrent à la volée. Marié en premières noces en 1808 à Caroline-Auguste de Bavière (le mariage avait été annulé en 1814 et Caroline-Auguste avait convolé avec l'empereur François Ier), le roi avait attendu cet instant pendant 15 ans.
L'union du couple n'en fut pas plus heureuse, ternie par la relation très attachée du roi avec l'actrice Amalie von Stubenrauch. La reine Pauline passa les dernières années de sa vie en Suisse.
À la mort du roi en 1864, la reine sera même totalement exclue du testament patrimonial.

## Descendants
- Catherine (1821-1898), qui épousa son cousin Frédéric de Wurtemberg (1808-1870) et fut mère du roi de Wurtemberg Guillaume II
- Charles (1823-1891), qui succéda à son père en 1864, épouse en 1846 Olga Nikolaïevna de Russie
- Augusta (1826-1898) épouse en 1851 Hermann de Saxe-Weimar-Eisenach, fils cadet du prince Bernard de Saxe-Weimar-Eisenach

## Popularité

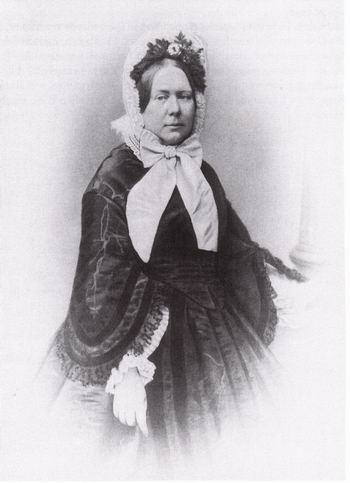
Pauline Thérèse von Württemberg vers 1870

Pauline était très populaire pour sa gentillesse envers son peuple et son dévouement pour les pauvres de la région.
Elle meurt le 10 mars 1873 à l'âge de 72 ans à Stuttgart, et pour lui marquer sa gratitude, les habitants du royaume de Wurtemberg, donnèrent son nom à de nombreuses routes et places des villes de Stuttgart, Esslingen ou Friolzheim.